# Adrien Hunou
Adrien Hunou, né le 19 janvier 1994 à Évry, dans l'Essonne, est un footballeur français qui joue au poste d'avant-centre au Clermont Foot.

## Biographie

### Enfance et débuts
Adrien Hunou naît à Évry, dans le département de l'Essonne en Île-de-France, en 1994. Il commence la pratique du football en janvier 2000, à l'âge de six ans, avec l'US Moissy en région parisienne, et fréquente les équipes de jeunes de ce club jusqu'en 2008. En parallèle, en 2007, Adrien Hunou intègre pour trois ans les rangs de l'INF Clairefontaine, mais continue de jouer avec Moissy la première année, avant d'intégrer la saison suivante les rangs de l'US Torcy, un autre club francilien. Enfin, en 2009-2010, il joue à plein temps sous les couleurs de l'INF Clairefontaine,.
À l'issue de son passage à l'INF Clairefontaine, Adrien Hunou est recruté en 2010 par le Stade rennais FC, dont il intègre le centre de formation. Doté d'une belle intelligence de jeu mais aussi d'un physique fluet, il se révèle en 2011-2012 où il montre une belle progression, et à l'issue de laquelle il est d'ailleurs élu meilleur joueur du centre de formation rennais. Durant cette même saison, à la fin du mois de janvier 2012, il est appelé pour la première fois en équipe de France des moins de 18 ans, et honore sa première sélection le 7 février 2012 contre la Grèce, match perdu trois buts à deux et durant lequel il inscrit son premier but avec les Bleus. Durant cette première partie de l'année 2012, Adrien Hunou totalise six sélections et un but avec les moins de 18 ans, et fait également sa première apparition avec la réserve du Stade rennais FC en CFA 2, lors d'un match contre l'USON Mondeville où il marque également son premier but à ce niveau.

### Professionnel au Stade rennais FC (2013-2021)
La saison suivante, Adrien Hunou devient membre à part entière de l'équipe réserve rennaise, avec laquelle il dispute vingt-trois rencontres et marque six buts. Ses performances attirent le regard de l'entraîneur de l'équipe première du Stade rennais FC, Frédéric Antonetti, qui le cite parmi les jeunes joueurs du club ayant le potentiel pour percer avec les professionnels. Il le convoque pour la première fois pour un match de Ligue 1 en mai 2013 à l'occasion d'un déplacement face au Valenciennes FC. Une rencontre que le joueur ne dispute pas, restant sur le banc des remplaçants.
En parallèle, Adrien Hunou continue d'être régulièrement sélectionné avec les Bleuets, cette fois en équipe de France des moins de 19 ans, avec laquelle il dispute des matchs durant toute la saison 2012-2013. Le 3 juillet 2013, il est sélectionné par Francis Smerecki afin de participer à l'Euro 2013 des moins de 19 ans. Après un début de tournoi difficile, durant lequel Adrien Hunou inscrit toutefois deux buts,, les Bleuets éliminent l'Espagne en demi-finale et se qualifient pour la finale face à la Serbie. Une finale que les Bleuets perdent un but à zéro, le 1er août 2013, alors qu'Adrien Hunou est titulaire au milieu de terrain,.

#### Saison 2013-2014
À son retour en Bretagne, Adrien Hunou est intégré au groupe professionnel par le nouvel entraîneur rennais Philippe Montanier. Il fait ses débuts en Ligue 1 le 24 août 2013 face à Évian Thonon Gaillard, remplaçant Nélson Oliveira en fin de rencontre. Gagnant rapidement en temps de jeu, il glane ses premières titularisations et marque son premier but professionnel le 29 octobre 2013 contre l'AS Nancy-Lorraine en Coupe de la Ligue. Quelques semaines plus tard, il paraphe un premier contrat professionnel qui le lie pour trois ans avec son club formateur. Pour sa première saison professionnelle, il dispute ainsi un total de vingt matchs avec son club formateur. À la fin de la saison 2013-2014, Adrien Hunou intègre l'équipe de France des moins de 20 ans pour le Tournoi de Toulon et le sélectionneur Ludovic Batelli le nomme capitaine pour la durée du tournoi.

#### Prêts au Clermont Foot
Lors de l'été 2014, le Stade rennais FC se renforce dans son secteur de jeu et Philippe Montanier aligne d'autres éléments. Ainsi, durant la première partie de la saison 2014-2015, Adrien Hunou ne dispute aucun match avec l'équipe professionnelle. Bloqué par son club, qui avait refusé son départ en prêt à l'En avant Guingamp au mois d'août, il est finalement prêté à Clermont Foot, en Ligue 2, le 6 décembre 2014. Un prêt qui est renouvelé six mois plus tard.
Après un nouveau prêt réussi à Clermont Foot lors de la saison 2015-2016 (33 matchs de championnat, 7 buts et 5 passes décisives), Adrien Hunou revient au Stade rennais FC qui est dorénavant sous la direction de Christian Gourcuff.

#### Saison 2016-2017
Il dispute sa première rencontre pour le compte de la sixième journée contre l'Olympique de Marseille. Il remplace Paul-Georges Ntep à la 72e minute et vient délivrer le Roazhon Park à la 89e sur un centre de Kamil Grosicki d'une tête imparable dans la lucarne opposée de Yohann Pelé et s’offre son premier but en Ligue 1 à 22 ans. Il est aligné à différentes positions par l'entraîneur breton, en soutien de Giovanni Sio, en tant que milieu relayeur ou en ailier, à gauche ou à droite. Il enchaîne les titularisations entre la 13e et la 18e journée avant de voir son temps de jeu diminuer. Sur la phase retour, il n'est titularisé qu'à trois reprises pour dix apparitions en Ligue 1. 

#### Saison 2017-2018
S'il commence la saison par une titularisation à Troyes (1re journée, 1-1), il n'est pas convoqué par la suite pour évoluer en Ligue 1, demandant même à jouer avec l'équipe réserve pour garder le rythme. Il retrouve les terrains de l'élite nationale le 21 octobre 2017 face à Lille (10e journée, victoire 1-0). Il est décisif quatre jours plus tard en Coupe de France, inscrivant le but de la qualification à la 87e minute à Dijon. Il reprend sa place dans le onze rennais sous les ordres de Sabri Lamouchi, débutant onze rencontres titulaire entre la 11e et la 23e journée. Il passe au second plan entre la 24e et la 35e journée, apparaissant à sept reprises pour deux titularisations. 
Lors des trois dernières journées, aligné au poste d'attaquant, il s'y révèle, trouvant à trois reprises le chemin des filets et délivrant une passe décisive.  

#### Saison 2018-2019
Touché à un ligament de la cheville en juillet, il est absent durant trois mois. Il dispute son premier match de la saison le 3 novembre 2018 et ouvre le score face à Caen (12e journée, victoire 1-2). Il participe à son premier match de Ligue Europa le 29 novembre, remplaçant Ismaïla Sarr à la 89e minute. Pour sa première titularisation dans la compétition, il ouvre une nouvelle fois le score lors des seizièmes de finale aller face au Bétis Séville (3-3). En championnat, il est régulièrement aligné titulaire à partir de la 24e journée, débutant onze rencontres sur les quinze dernières journées, trouvant le chemin des filets à six reprises et délivrant une passe décisive. Il ne participe pas à la finale de la coupe de France remportée par le Stade rennais face au Paris Saint-Germain.   
Le 19 décembre 2019, il prolonge son contrat jusqu'en 2023.

### Départ pour les États-Unis en MLS (2021-2022)
Le 23 avril 2021, il est transféré à Minnesota United pour 3,2 M€. Joueur désigné, il y paraphe un contrat de trois ans plus une année en option,.

### Retour en France à Angers SCO (2022-2025)
Le 29 juin 2022, Adrien Hunou s'engage officiellement avec le Angers SCO et y paraphe un contrat de trois ans,.

## Statistiques
| Saison                | Club                    | Championnat           | Championnat | Championnat | Coupe(s) nationale(s) | Coupe(s) nationale(s) | Supercoupe | Supercoupe | Compétition(s) continentale(s) | Compétition(s) continentale(s) | Compétition(s) continentale(s) | Total | Total |
| Saison                | Club                    | Division              | M.          | B.          | M.                    | B.                    | M.         | B.         | Comp.                          | M.                             | B.                             | M.    | B.    |
| 2014-2015             | Clermont Foot 63 (prêt) | Ligue 2               | 14          | 4           | 0                     | 0                     | -          | -          | -                              | -                              | -                              | 14    | 4     |
| 2015-2016             | Clermont Foot 63 (prêt) | Ligue 2               | 33          | 7           | 2                     | 0                     | -          | -          | -                              | -                              | -                              | 35    | 7     |
| Sous-total            | Sous-total              | Sous-total            | 47          | 11          | 2                     | 0                     | -          | -          | -                              | -                              | -                              | 49    | 11    |
| 2013-2014             | Stade rennais FC        | Ligue 1               | 16          | 0           | 4                     | 1                     | -          | -          | -                              | -                              | -                              | 20    | 1     |
| 2016-2017             | Stade rennais FC        | Ligue 1               | 22          | 1           | 3                     | 0                     | -          | -          | -                              | -                              | -                              | 25    | 1     |
| 2017-2018             | Stade rennais FC        | Ligue 1               | 24          | 5           | 4                     | 3                     | -          | -          | -                              | -                              | -                              | 28    | 8     |
| 2018-2019             | Stade rennais FC        | Ligue 1               | 19          | 7           | 4                     | 2                     | -          | -          | C3                             | 6                              | 2                              | 29    | 11    |
| 2019-2020             | Stade rennais FC        | Ligue 1               | 23          | 8           | 6                     | 1                     | 1          | 1          | C3                             | 4                              | 1                              | 34    | 11    |
| 2020-2021             | Stade rennais FC        | Ligue 1               | 20          | 4           | 1                     | 0                     | -          | -          | C1                             | 3                              | 0                              | 24    | 4     |
| Sous-total            | Sous-total              | Sous-total            | 124         | 25          | 22                    | 7                     | 1          | 1          | -                              | 13                             | 3                              | 160   | 36    |
| 2021                  | Minnesota United        | MLS                   | 27          | 7           | -                     | -                     | -          | -          | -                              | -                              | -                              | 27    | 7     |
| 2022                  | Minnesota United        | MLS                   | 9           | 0           | 3                     | 2                     | -          | -          | -                              | -                              | -                              | 12    | 2     |
| Sous-total            | Sous-total              | Sous-total            | 36          | 7           | 3                     | 2                     | -          | -          | -                              | -                              | -                              | 39    | 9     |
| 2022-2023             | SCO d'Angers            | Ligue 1               | 34          | 4           | 3                     | 0                     | -          | -          | -                              | -                              | -                              | 37    | 4     |
| 2023-2024             | SCO d'Angers            | Ligue 2               | 24          | 1           | 3                     | 1                     | -          | -          | -                              | -                              | -                              | 27    | 2     |
| 2024-2025             | SCO d'Angers            | Ligue 1               | -           | -           | -                     | -                     | -          | -          | -                              | -                              | -                              | 0     | 0     |
| Sous-total            | Sous-total              | Sous-total            | 58          | 5           | 6                     | 1                     | -          | -          | -                              | -                              | -                              | 64    | 6     |
| Total sur la carrière | Total sur la carrière   | Total sur la carrière | 265         | 48          | 33                    | 10                    | 1          | 1          | -                              | 13                             | 3                              | 312   | 62    |

## Palmarès

### En sélection nationale
France -20 ans
- Vainqueur : Festival international espoirs de Toulon 2015.

- Finaliste : Festival international espoirs de Toulon 2014.

 France -19 ans
- Euro -19 ans
  - Finaliste : 2013.

### En club
Stade rennais FC
- Coupe de France
  - Vainqueur : 2019.
- Trophée des champions
  - Finaliste : 2019.

## Distinction personnelle
- Meilleur buteur de la Coupe de la Ligue en 2018.